# Samantha Barning

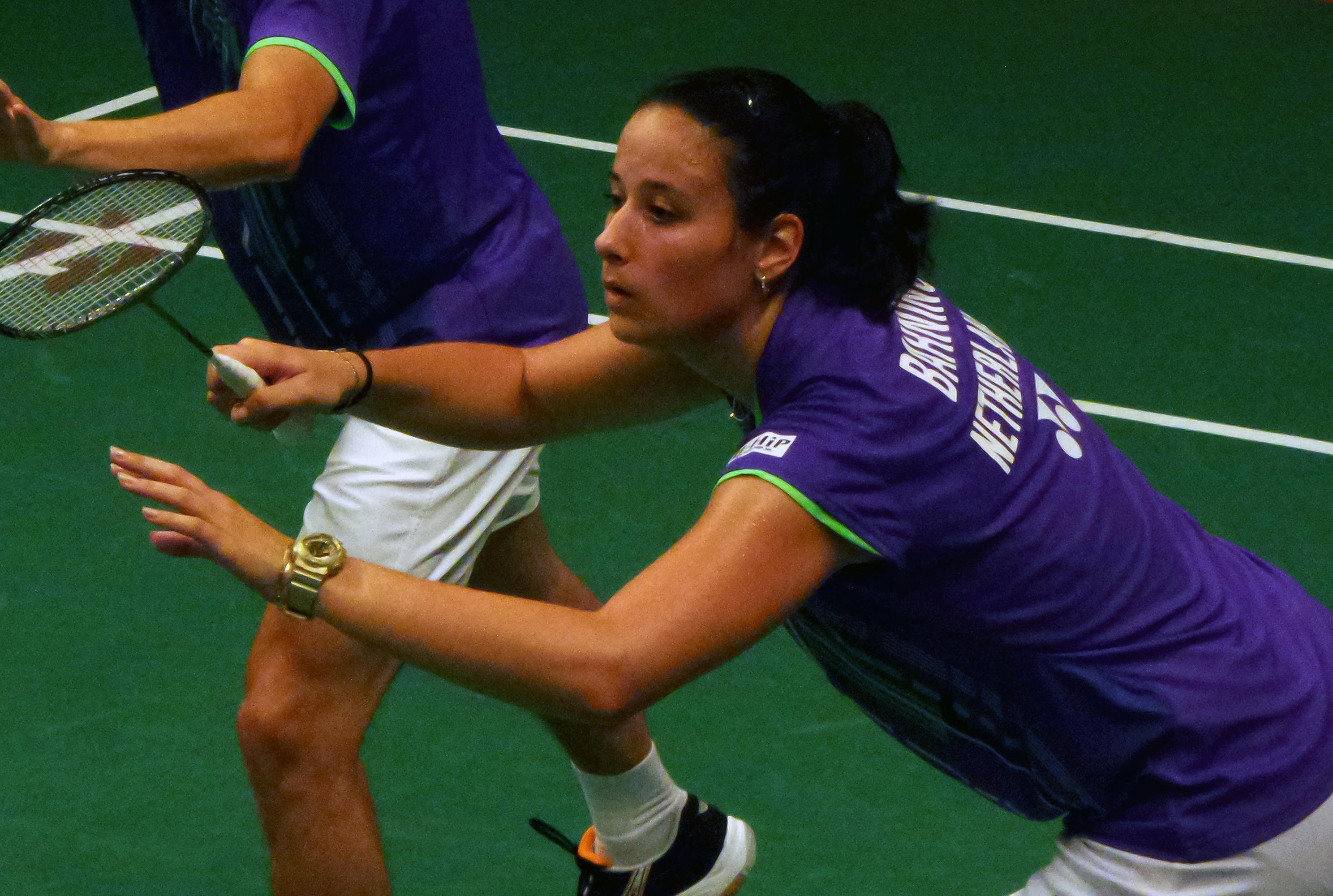
Samantha Barning, 2015

Samantha Barning (* 28. Juni 1989 in Amstelveen) ist eine niederländische Badmintonspielerin. 

## Karriere
Samantha Barning gewann nach zwei fünften Plätzen bei den niederländischen Meisterschaften 2006 vier Jahre später ihren ersten nationalen Titel im Mixed mit Dave Khodabux. Im gleichen Jahr siegte sie auch bei den Dutch International im Damendoppel mit Eefje Muskens. Bei der Weltmeisterschaft 2010 schieden beide jedoch schon in Runde eins aus.

## Sportliche Erfolge
| Saison | Veranstaltung                      | Disziplin   | Platz | Name                                |
| ------ | ---------------------------------- | ----------- | ----- | ----------------------------------- |
| 2006   | Niederländische Meisterschaft      | Dameneinzel | 5     | Samantha Barning / Eefje Muskens    |
| 2006   | Niederländische Meisterschaft      | Damendoppel | 5     | Samantha Barning / Yik-Man Wong     |
| 2010   | Dutch International                | Damendoppel | 1     | Samantha Barning / Eefje Muskens    |
| 2010   | Niederländische Meisterschaft      | Mixed       | 1     | Dave Khodabux / Samantha Barning    |
| 2012   | Norwegian International            | Damendoppel | 1     | Samantha Barning / Eefje Muskens    |
| 2012   | Norwegian International            | Mixed       | 1     | Jorrit de Ruiter / Samantha Barning |
| 2013   | Niederlande: Einzelmeisterschaften | Damendoppel | 1     | Samantha Barning / Eefje Muskens    |
| 2014   | Dutch International                | Damendoppel | 1     | Samantha Barning / Iris Tabeling    |